# 病案本
『病案本』（びょうあんぼん、中国語: 病案本）は肉包不吃肉による中国のWeb小説作品。

## 概要
中国のオンライン小説サイト「晋江文学城」で2021年8月12日から2022年6月1日まで連載された。
中国の架空都市を舞台とした長編現代BL小説である。全話272章(本編254章+番外編18章)で構成されている。

## あらすじ
特殊な精神病を患う賀予は、かつて自身の専属医だった謝清呈と4年ぶりに再会する。反発し合う二人は赤いスカートの女が起こした事件をきっかけに、再び患者と医者としての関係を意識し始める。だが新たな事件が二人を襲い、その真相はやがて19年前に起きた謝清呈の両親の死亡事故へと繋がっていく。

## 登場人物

### 主役
賀予(hè yǔ/ハー・ユー)
本作の主人公の一人。沪州でも有名な賀製薬の御曹司。年齢は本編開始当時19歳、身長189cm。黒髪黒瞳で杏眼。
賀継威・呂芝書の息子で賀鯉という弟がいる。容姿端麗、頭脳明晰で大抵のことはそつなくこなすが料理は苦手。沪州大学芸術学部演出科の1年生。世界で5本の指に入る天才ハッカーでもある。
幼少期から世界に数件しか発症例のない「精神的エボラ」という精神病に罹患している。この病気のため精神的に不安定な幼少期を過ごし、成長した今も社会に溶け込むために精神病患者であることを隠し、優秀かつ無害な人間の演技をし続けている。
両親、特に母親の呂芝書との仲が悪く、弟である賀鯉とも兄弟間の接触はないに等しい。
賀予が8歳の誕生日を迎えた誕生会で、父親の賀継威が賀予の主治医候補として呼んだ謝清呈と出会う。謝清呈が就任した当初、呂芝書に騙されて謝清呈の前で半年間馬鹿なふりを続けていた。
謝清呈の妹である謝雪に片思いをしており、謝雪を追いかけて留学先から戻り沪州大学に入学した。
謝清呈によりストレスをためないようにきつく言われているが、その症状が悪化すると性格が変わり粗暴な発言や自傷行為を行う。懸命に他傷を堪えるがゆえに自傷に走るものの、社会からは精神病患者としてずっと差別され続けることに苦悩している。
精神的エボラを発症したことにより特殊異能力「血蠱」を発現させている。精神病を患う特定の人間に対し賀予の血の匂いを嗅がせることで、その行動と精神を操ることができる。この異能力は特別なシミュレーションでその存在が疑われていた。

謝清呈(xiè qīng chéng/シェ・チンチョン)
本作の主人公の一人。沪州大学医学部教授。年齢は本編開始当時32歳、身長180cm。黒瞳の桃花眼で陶磁器のような肌を持つ。
謝平・周木英の息子で、謝雪は妹。容姿端麗ではあるが家父長的思考と言動のせいで冷徹な印象を持たれやすく、賀予からは良く思われていない。肉体的精神的にも非常に頑強。
21歳の時に賀継威に招かれ、賀予の主治医となり賀家に出入りすることになる。
両親が事故で他界したときは未成年で、まだ幼児だった謝雪を近所に住む両親の知人女性の助けを借りながら育ててきた。
とある事情で賀予の主治医の職を辞した後、大学教授となる。
李若秋という女性と結婚していたが、価値観の違いにより夫婦生活にすれ違いが生まれ、李若秋の不倫が発覚したあと離婚した。しかし、賀予はそのことを知らなかった。
賀予の本性を知っているため、作中で唯一賀予のことを「小鬼(クソガキ)」と呼ぶ人物でもある。

### 主要キャラクター
謝雪(xiè xuě/シェ・シュエ)
謝清呈の妹で沪州大学芸術学部演出科の新米講師。年齢は本編開始当時24歳、身長160cm。
容姿は謝清呈と同様の桃花眼をもつ美しい女性で、友好関係も広く溌溂としているが、ずぼらな性格で部屋の中はいつも散らかっている。
大学の偏差値が高い生徒たちとの初授業を失敗したところを賀予に助けられ、数年ぶりに連絡を取るようになる。
両親死亡当時はまだ死をまだ認識できないほど幼く、謝清呈と近所に住む両親の知人女性に助けられ育てられてきた。
兄である謝清呈のことを尊敬しており、彼の手料理が大好物である。謝清呈をどうにか説き伏せて購入した5,000元の高級ドライヤーを賀予にわざと水没させられたが、本人はその事実を知らないままである。

陳慢(chén màn/チェン・マン)
現役の警察官で本名は「陳衍(chén yǎn/チェン・ヤン)」。何をするにも速過ぎて落ち着きがないため、家族から「もう少し静かにして欲しい」という意味を込めて陳慢と呼ばれている。
謝清呈の両親の部下だった兄の陳黎生が行方不明になり、落ち込んでいたところを謝清呈に慰められ、それ以降慕うようになる。

賀継威(hè jì wēi/ハー・ジーウェイ)
賀予の父親で賀製薬の社長。
なにかと賀予のことを気に掛けてはいるが、家族間の会話や接触は少なく仲は良好とは言えない。妻の呂芝書が賀予をないがしろにし、賀鯉ばかりを可愛がっていることをとある事情から黙認している。
当時21歳の医学生だった謝清呈を賀予の主治医として賀家に招き入れた。

呂芝書(lǚ zhī shū/リュー・ジーシュー)
賀予の母親で賀製薬の共同経営者。若いころは美しかったが、今は太ってしまい見る影もない。
賀予とは仲が悪く、自身に似ている弟の賀鯉ばかりを可愛がっている。
まだ８歳だった賀予に「謝清呈の邪魔をして治療の効果が出ないようなことがあれば、責任をとって一生謝清呈を養わなければならない」と嘘を吹き込んだことがある。

李若秋(lǐ ruò qiū/リー・ルオチウ)
謝清呈の元妻。恋愛に対しとても情熱的で謝清呈に一目惚れし数年間追いかけ続け、結婚まで押し切った。
だが謝清呈の家父長的思考や夫婦関係のありかたなどですれ違い、その後不倫をしたために離婚に至る。夫としての謝清呈があまりにも計算的かつ義務的だったため、愛や情熱を大切にしたい李若秋とは意見が最後まで合わなかった。

段聞(duàn wén/ドワン・ウェン)
40歳前後の男性で呂芝書が秘密裏に連絡を取っている人物。賀予の特殊異能力「血蠱」のことを知っており、呂芝書に対し賀予を手なずけるよう命令する。
呂芝書のほかにも、企業の社長クラスの人間に対し命令を下す立場にいる。

陳黎生(chén lí shēng/チェン・リーション)
陳慢の義理の兄。優秀な警察官で謝平の部下だった。
謝平・周木英夫妻が事故死した事件の真相を調査していたが突然失踪してしまう。

秦慈岩(qín cí yán/チン・ツーイエン)
医者で謝清呈の恩師。とある事件に巻き込まれて死亡した。

鄭敬風(zhèng jìng fēng/ジョン・ジンフォン)
警察官。謝平・周木英夫妻の同僚で謝清呈が幼い頃からの知り合い。謝平・周木英が事故死した事件について警察が積極的な捜査をせず、当時未成年だった謝清呈にも捜査内容が知らされなかったことなどから現在の仲はあまり良くない。

### その他キャラクター
黎(lí/リー)
謝家の隣人で黎おばさんと呼ばれる。若い頃に謝平・周木英夫妻の世話になり、近所に住むようになった。謝清呈と謝雪を我が子のように思っており、夫妻が亡くなった際には謝清呈と謝雪の生活のサポートをした。
離婚した謝清呈を再婚させようと何度もお見合いをセッティングしている。

白晶(bái jīng/バイ・ジン)
黎おばさんが謝清呈にセッティングしたお見合い相手。ブランドコーナーで働いておりSNSでライブ配信をしている。

衛冬恒(wèi dōng héng/ウェイ・ドンヘン)
賀家と並ぶ有名な財閥、衛家の三男。学生時代に謝雪のことをいじめていたために謝清呈に鉄拳制裁をされたことがあり、お互いに良い印象を持っていない。

蔣麗萍(jiǎng lì píng/ジアン・リーピン)
謝雪が講師をしてる沪州大学の新入生を担当する指導員。ハイヒールを履いた妖艶な女性で大学の理事長と寝ていると噂がある。
謝雪の初授業の際に、開始時間になっても話を続け授業の邪魔をした。

庄志強(zhuāng zhì jiàng/ジュアン・ジージアン)
精神疾患を患うホームレス。見合い中の白晶を”娘”と呼び付きまとうも、急性心筋梗塞を起こし謝清呈に介抱された。
その後成康精神病院に入院する。

江蘭佩(jiāng lán pèi/ジアン・ランペイ)
成康精神病院に入院している50代前後の身なりの美しい女性。病院スタッフと普通の会話をすることができるが、自身の記憶や年齢に曖昧な部分があり記憶障害がある。
本人は病気ではないと訴えていたが、誰にも引き取られないまま20年間入院し続けており「長老」と呼ばれている。

梁仲康(liáng zhòng kāng/リアン・ジョンカン)
梁季成の兄。成康精神病院の元院長で、すでに死亡している。
江蘭佩を狂った女と呼び、病院スタッフに対し会話と接触を制限するルールを作った。

梁季成(liáng jì chéng/リアン・ジーチョン)
成康精神病院の現院長。兄の梁仲康が死んだあと、ビジネスパートナーとともに病院を引き継いだ。

謝平(xiè píng/シェ・ピン)
謝清呈と謝雪の父親。警察官であり、出世もして高位だったがとある事件でのミスが原因で妻の周木英と共に降格・左遷される。
周木英とともに事故に巻き込まれ死亡した。

周木英(zhōu mù yīng/ジョウ・ムーイン)
謝清呈と謝雪の母親。謝平と同じ警察官であり、行動を共にしていたが担当した事件でのミスが原因で謝平と共に降格・左遷される。
謝平とともに事故に巻き込まれ死亡した。

賀鯉(hè lǐ/ハー・リー)
賀予の弟。賀予ほど賢くはないものの健康的で、呂芝書に似ているため可愛がられている。

## 用語・設定
沪州(hù zhōu/ルージョウ)大学
賀予が通う学校であり、謝雪の就職先。長い歴史がある。

夢幻島
沪州大学の敷地内にある花園湖の中心に位置する島。島の中心にはアウトドア部のキャンプがあり船や吊り橋を使って行き来する。
島内の洞窟には監視カメラがなく生徒たちに「秘密のユートピア」と呼ばれキャンプ以外の用途でも利用されている。その壁面や伝言帳には落書きから下世話な話まで、この洞窟を訪れた人たちの様々な心情が長年に渡り書き連ねられている。

成康精神病院
町の外れにある私営の古い病院。現在の院長は梁季成。

精神的エボラ
類稀な病気であり、今まで症例として記録されているのはたったの4人。賀予がその4人目である。
臨床データが少なく、過去の3例と一連のシミュレーションデータから病態を推測し治療するしかない。
共通する症例としてはホルモン系と精神系に先天的な欠陥を持つ。それが乱れた時は性格が大きく変わり、通常時の痛覚が麻痺し、発作が起きれば、狂い、血を好むようになる。他人や自身に対して強い破壊性を持つようになり、サイコパス的な人格となる。
肉体面では高熱と錯乱などの症状が起き、発作のたびに病状は酷くなり徐々に精神をと肉体を崩壊させる。
行為能力者から徐々に制限行為能力者になり、やがて完全に行為能力を失い狂人となる。

シミュレーションデータ
精神的エボラを治療する際にも用いられている特別なデータ。あくまで予測データであり、もとになった人物は存在しないと言われている。

## 書籍情報
晋江文学城において簡体字版、日本語版、繁体字版の出版契約完了済み。また作者ツイッターアカウントにおいては韓国語版、タイ語版の出版契約完了の報告がある。

## 書誌情報
- 病案本 Case File Compendium〈すばる舎〉(日本語版)
  1. 病案本(1) Case File Compendium ISBN 9784799111079
  2. 病案本(2) Case File Compendium ISBN 9784799112076

- Case File Compendium〈セブンシーズ・エンターテインメント〉(英語版)
  1. Case File Compendium: Bing an Ben Vol. 1 ISBN 9781685797720
  2. Case File Compendium: Bing an Ben Vol. 2 ISBN 9781685797737
  3. Case File Compendium: Bing an Ben Vol. 3 ISBN 9781685797744
  4. Case File Compendium: Bing an Ben Vol. 4 ISBN 9798888433140

- 病案本〈平心出版〉(繁体字版)
  1. 病案本 1 ISBN 9789864947850
  2. 病案本 2 ISBN 9789864947867
  3. 病案本 3  ISBN 9789864947874
  4. 病案本 4  ISBN 9789864947881
  5. 病案本 5  ISBN 9789864947898
  6. 病案本 6  ISBN 9789864947904

## ラジオドラマ
2023年11月8日より漫播にて配信中。